# Liste der brasilianischen Botschafter in Gabun
Die brasilianische Botschaft befindet sich im Immeuble Independance, 76 Boulevard De L’Indépendance, Libreville.
| Ernannt       | Name                              | Bemerkungen                             | ernannt während der Regierung von | akkreditiert während der Regierung von | Posten verlassen |
| ------------- | --------------------------------- | --------------------------------------- | --------------------------------- | -------------------------------------- | ---------------- |
| 24. März 1976 | João Luiz Areias Netto            | [ 1 ]                                   | Ernesto Geisel                    | Omar Bongo                             |                  |
| 22. Juli 1987 | Jayme Villa Lobos                 |                                         | José Sarney                       | Omar Bongo                             |                  |
| 1998          | Sérgio Seabra de Noronha          | (* 18. Mai 1930 in Rio de Janeiro)      | Fernando Henrique Cardoso         | Omar Bongo                             |                  |
| 8. Nov. 2000  | Tomas Maurício Guggenheim         | [ 2 ]                                   | Fernando Henrique Cardoso         | Omar Bongo                             |                  |
| 2. Aug. 2006  | Carlos Alberto Ferreira Guimarães | 31. August 2001: Botschafter in Nigeria | Luiz Inácio Lula da Silva         | Omar Bongo                             |                  |
| 17. Okt. 2011 | Bruno Luiz dos Santos Cobuccio    | [ 4 ]                                   | Dilma Rousseff                    | Ali-Ben Bongo Ondimba                  |                  |